# María Rosa de Madariaga
María Rosa de Madariaga (Madrid, 9 febbraio 1937 – Madrid, 29 giugno 2022) è stata una storica spagnola.

## Biografia
Nipote del diplomatico e scrittore Salvador de Madariaga (1886-1978), si specializzò nello studio delle relazioni bilaterali ispano-marocchine.
Nel 1988 discusse all'Università di Parigi I una dissertazione di dottorato, intitolata L'Espagne et le Rif : pénétration coloniale et résistances locales (1909-1926).
Dopo la pubblicazione del libro di Rolf-Dieter Müller Deutschland, Spanien und der Gaskrieg in Spanisch-Marokko, 1922-1927 nel 1990, effettuò ricerche negli archivi di Stato iberici per documentare l'impiego di gas tossici e di armi chimiche durante la Guerra del Rif.
Insieme ad altri studiosi, tra cui Sebastian Balfour imputò all'uso delle armi chimiche l'elevato tasso di tumori, manifestatisi fra i civili dopo il conflitto.
Al 2012, la Spagna non aveva ammesso ufficialmente le proprie responsabilità storiche né indennizzato i civili del Marocco, nonostante ripetute richieste da parte del loro Governo.